# Barbara Gruszka-Zych
Barbara Gruszka-Zych (ur. 4 grudnia 1960 w Czeladzi) – polska poetka, dziennikarka i reporterka, krytyk literacki; pracuje w tygodniku „Gość Niedzielny”.

## Życiorys
Urodziła się, mieszka i pracuje w Czeladzi. Studiowała polonistykę na Uniwersytecie Śląskim w Katowicach oraz teologię na Katolickim Uniwersytecie Lubelskim. Była też stypendystką wiedeńskiej fundacji Janineum (2002), Fundacji Jana Pawła II w Rzymie (2003) i Fundacji „Heinrich & Jane Ledig-Rowohlt” w Szwajcarii (2014). Od roku 1989 pracuje w tygodniku „Gość Niedzielny”; współpracuje też z innymi tytułami prasowymi; w latach 2003–2006 kierowała „Działem krytyki i eseju” miesięcznika „Śląsk”. Od 1994 r. należy do Stowarzyszenia Dziennikarzy Polskich, a od 2001 r. – do Górnośląskiego Towarzystwa Literackiego. Wchodzi w skład grupy literackiej Magnus Ducatus Poesis – Wielkie Księstwo Poetów. Jej ojciec to Wit Gruszka – polski regionalista i samorządowiec, działacz społeczny, a dziadkiem był Stanisław Szkoc –  nauczyciel i żołnierz.

## Debiut
Pierwsze jej teksty – reportaż i wiersze – ukazały się w druku w czasopismach „Świat Młodych” i „Na Przełaj” w latach 1971 i 1974 (gdy miała 14 i 17 lat). W roku 1987 została wyróżniona w ogólnopolskim konkursie na książkowy debiut poetycki Młodzieżowej Agencji Wydawniczej w Warszawie – zbiór jej wierszy zakwalifikowano do druku. Tomik Napić się pierwszej wody ukazał się w roku 1989.

## Reportaże i wywiady
Specjalnością Barbary Gruszki-Zych są reportaże i wywiady, które dotyczą zarówno tematów związanych dramatami z II wojny światowej, np. Co widziały moje oczy, reportaż o Henryku Mandelbaumie, palaczu zwłok w obozie w Birkenau i Fotografie z piekła – Historia Wilhema Brasse, jak i ze sztuką, np. Chagall za rogiem. Przeprowadziła wywiady m.in. z Czesławem Miłoszem, Janem Nowakiem-Jeziorańskim, Jerzym Stuhrem, Krzysztofem Zanussim. Niektórzy rozmówcy włączyli je do własnych książek; znalazły się między innymi w książkach księdza Janusza Pasierba (Obrót rzeczy, Poznań 1993; Pelplin 2002), Jana Nowaka-Jeziorańskiego (Rozmowy o Polsce, Spółdzielnia Wydawnicza „Czytelnik” 1995, ISBN 83-07-02466-8), księdza Jana Sochonia (Zdania, przecinki, kropki, Poznań, 1998). Teksty jej autorstwa ukazywały się w czasopismach: „Akcent”, „Akant”, „Almanach Prowincjonalny”, „44 / Czterdzieści i Cztery”, „Dziennik Zachodni”, „Echo Czeladzi”, „Fraza”, „Gazeta Wyborcza”, „Gość Niedzielny”, „Integracje”, „List Oceaniczny” – dodatek kulturalny do „Gazeta” (Kanada), „Literatura i Sztuka”, „Mandragora”, „Na Przełaj”, „Opcje”, „Przegląd Artystyczno-Literacki”, „Przegląd Powszechny”, „Kulturny časopis Psí víno” (Czechy), „Rzeczpospolita” (dodatek Plus Minus), „Studio”, „Śląsk”, „Świat Młodych”, „Topos”, „Temat”, „Tygodnik Powszechny”, „Moje Miasto” (czasopismo polonijne, Niemcy), „Nowy Dziennik” (USA), „Nemunas” (Litwa), „W drodze”, „Znad Wilii” (Litwa), „Zarys” (Niemcy), „Zeszyty Literackie”.

## Utwory
Poezja (wybór)
Wśród wierszy, gromadzonych m.in. w bazie Instytutu Badań Literackich, znajdują się:
- Napić się pierwszej wody – Warszawa 1989, Młodzieżowa Agencja Wydawnicza, ISBN 83-203-3073-4.
- Teren prywatny – Katowice 1994, „Videograf” ISBN 83-85516-54-9
- Nic się nie stało – Katowice 1995, „Towarzystwo Zachęty Kultury”, wyd. II 1997 ISBN 83-86023-41-4
- Pali się mój próg – Katowice 1997, Śląsk ISBN 83-7164-049-8
- Zapinając kolczyki – Katowice 2000, „Wydawnictwo Parol” ISBN 83-908330-4-2
- Podróż drugą klasą – Katowice 2002, „Bractwo Myśli Bratniej Związku Górnośląskiego”
- Sprawdzanie obecności – 2004, Wydawnictwo KOS ISBN 83-89375-51-6
- Miegu su tavim po oda (Śpię z tobą pod skórą) – 2006, Kowno, polsko-litewski wybór wierszy, Nemunas (Podczas Litewskiej Wiosny Poezji Poezijos Pavasaris w 2006 został uznany za najlepszą książkę zagraniczną roku)
- Ile kosztuje łąka – Katowice 2007, „Biblioteka Śląska” ISBN 978-836-0209-11-0
- Muchy i ludzie – 2008, Księgarnia św. Jacka ISBN 978-83-7030-658-8
- Dzban pełen ognia – 2009, Sankt Petersburg,polsko-rosyjski wybór wierszy wydany nakładem Generalnego Konsulatu Republiki Polskiej w Petersburgu, seria redagowana przez Anatola Niechaja
- Ostatnie śniadanie – 2009, „Towarzystwo Przyjaciół Sopotu”, Biblioteka TOPOSU nr 45 (ISBN 978-83-61002-44-4)
- Mężczyzna i kobieta przed kremacją 2011 – wybór wierszy z lat 1989–2009, Klub Niezależnych Stowarzyszeń Twórczych „Marchołt”
- Szara jak wróbel – 2012, Towarzystwo Przyjaciół Sopotu, Biblioteka TOPOSU nr 76 (ISBN 978-83-61002-85-7)
- Dwoje o miłości (Dviese apie meilę),Barbara Gruszka-Zych i Julius Keleras, fundacja Naujoji Romuva, Wilno 2012 (ISBN 978-609-8035-19-3)
- Nasz Poeta – Wspomnienie o Czesławie Miłoszu, razem z Birute Jonuskaite, fundacja Naujoji Romuva, Wilno 2012 (ISBN 978-609-8035-18-6)
- Koszula przed kolana – Katowice 2014, Wydawnictwo Biblioteka Gościa (ISBN 978-83-938007-3-5)
- Nie ma nas w spisie – Katowice 2014, Wydawnictwo Naukowe „Śląsk” (ISBN 978-83-7164-818-2)
- Dowody na istnienie ciemni – Wrocław 2014, Wydawnictwo Astrum (ISBN 978-83-7277-647-1)
- Koszula przed kolana – Katowice 2014, Wydawnictwo Kurii Metropolitalnej „Gość Niedzielny” (ISBN 978-83-938007-3-5)
- Przyrząd do uzdatniania wody 2015 – Wrocław, Wydawnictwo Astrum ISBN 978-83-7277-896-3
- Takie piękne życie. Portret Wojciecha Kilara – Bytom 2015, Wydawnictwo Niecałe. ISBN 978-83-64453-18-2
- Samo święto. Wiersze miłosne - Katowice 2017, Wyd. Śląsk, ISBN 978-83-6078-197-5
- Tacy kruchutcy - Sopot. 2017, Towarzystwo Przyjaciół Sopotu, ISBN 978-83-65662-19-4
- Basiu wróciłem – Katowice 2018, Wydawnictwo Naukowe Śląsk, ISBN 978-83-7164-492-4
- Mój cukiereczek, Wydawnictwo Ursines / Instytut Literatury, Czeladź / Kraków 2020 ISBN 978-83-9533-782-6[14]

Część wierszy zamieszczono w antologiach:
- Antologia poezji sakralnej pod red. Henryka Wolniaka, Wrocław 1988
- Antologia wierszy poetów współczesnych „Powrót aniołów” w opracowaniu ks. Wiesława A. Niewęgłowskiego, Warszawa 2000
- Antologia wierszy o miłości „Kochaj wierszem” pod red. Tomasza Jastruna, Warszawa 2000
- Almanach Literacki „Werset” pod red. Adriana Nowaka i Dawida Szpeka
- Antologia polskiego haiku, NOZOMI, Warszawa 2001, opracowała Ewa Tomaszewska
- Wieczność nie ma kalendarza, Epigramat w polskiej liryce religijnej Kraków 2006, 1939–2005, opracował ks. Tadeusz Jania
- Zagłębie poetów, Katowice 2002, Wybór i opracowanie Marian Kisiel i Paweł Majerski, przy współudziale Włodzimierza Wójcika, Wydawnictwo Gnome, Katowice 2002 (ISBN 83-87819-12-3)
- Wiara Nadzieja, Miłość, Kraków 2005
- Krzyż drzewo kwitnące, Antologia poezji o Krzyżu Warszawa 2002, redakcja Magdalena Koperska, Jerzy Koperski
- Magnus Ducatus Poesis pod redakcją Vladasa Braziunasa, Wilno 2007, stron 265
- Świąteczne przesłania Konfraterni Poetów Kraków 2011
- Ilu przyjaciół pozostało w wierszach, Kraków 2010
- Wieża malowana. Wspomnienia o Wojciechu Siemionie, Warszawa 2011, pod red Józefa Plessa

Wiersze były tłumaczone na język angielski, arabski, białoruski, czeski, francuski, litewski, niemiecki, rosyjski, ukraiński, węgierski, włoski. W tomie Pokonywanie Granic (wydanym przez Ministerstwo Kultury Republiki Litwy w 2009) znalazły się jej wiersze po polsku, litewsku, rosyjsku, białorusku i ukraińsku.
Reportaże
- Mało obstawiony Święty. Cztery reportaże z Bratem Albertem w tle,  Księgarnia św. Jacka 2002 (ISBN 83-7030-400-1)
- Zapisz jako…,  Księgarnia św. Jacka 2004 (ISBN 83-7030-411-7)
- Mój Poeta – osobiste wspomnienia o Czesławie Miłoszu, wyd. Videograf II, 2007 (ISBN 978-83-7183-499-8)[8].
- Życie rodzinne Zanussich. Rozmowy z Elżbietą i Krzysztofem,  Wyd. Działania Wizualne, Czeladź 2019. ISBN 978-83-953378-0-2[15]

## Odznaczenia, nagrody i nominacje
- Brązowy Medal „Zasłużony Kulturze Gloria Artis” (2011)
- I nagroda w Konkursie Poezji Religijnej „Wolność – Wieczność – Wielkość” (1997)
- I nagroda w Konkursie Poetyckim im. Haliny Poświatowskiej (1999)
- II nagroda w Ogólnopolskim Konkursie Poetyckim im. Zbigniewa Herberta O liść konwalii, w ramach Toruńskiego Festiwalu Książki (1999)
- Nagroda „Polskie Pióro” za reportaże o Polakach żyjących na Wschodzie, przyznawana przez Pomoc Polakom na Wschodzie (2005)
- Nagroda Miasta Czeladź w dziedzinie kultury (2005)
- II nagroda w konkursie śląskich mediów „Silesia Press” za reportaż o palaczu zwłok w Auschwitz-Birkenau Co widziały moje oczy (2009)
- Nagroda „Ubi Caritas” przyznawana przez Caritas Polska w kategorii „Współpraca z Caritas” za reportaże propagujące dzieła miłości bliźniego (2010)
- III nagroda w konkursie śląskich mediów „Silesia Press” za wywiad z Wojciechem Kilarem Jestem jak koncert fortepianowy (2011)[16].
- Nagroda Stowarzyszenia Dziennikarzy Polskich im. Macieja Łukaszewicza za wywiad z Wojciechem Kilarem Harmonia ducha (2012)[17]
- Tomik „Szara jak wróbel” znalazł się w dwudziestce książek nominowanych do Nagrody Poetyckiej „Orfeusz” 2013[18]
- Nagroda im. ks. Jana Twardowskiego przyznana w roku 2015 za tom wierszy pt. Koszula przed kolana opublikowany przez Wydawnictwo Gość Niedzielny w Katowicach
- nominacja do Nagrody Poetyckiej im. K.I. Gałczyńskiego – Orfeusz 2015 za tom Koszula przed kolana[19]
- nominacja do Nagrody Poetyckiej im. K.I. Gałczyńskiego – Orfeusz 2016 za tom Przyrząd do uzdatniania wody[20]
- Nagroda "Pierścienie Saturna 2018" za osiągnięcia w dziedzinie kultury przyznawana przez burmistrza miasta Czeladź[21]
- nominacja do Nagrody Poetyckiej im. K.I. Gałczyńskiego – Orfeusz 2019 za tom Basiu wróciłem[22]
- wyróżnienie Feniks w dziedzinie literatury na Targach Książki Katolickiej 2016 za książkę „Takie piękne życie. Portret Wojciecha Kilara”[21]
- wyróżnienie w Konkursie Dziennikarskim Krystyny Bochenek 2016 za reportaż „Mazdą do nieba”[21]
- wyróżnienie w kategorii za publikacje o problemach i wydarzeniach na świecie im. Kazimierza Dziewanowskiego Za reportaż „Paragraf 1666” w Konkursie Stowarzyszenia Dziennikarzy Polskich 2019[21]

## Opinie
Czesław Miłosz napisał o jej twórczości m.in.:

Błogosławiona Barbaro, bo jednak myślę, że błogosławiona za swoją poezję, która mnie wzrusza i cieszy swoim polskim językiem, tak bardzo polska, jak u niewielu poetów i nie bojąca się dobrych uczuć, miłości, modlitwy. Więc bardzo panią chwalę za tomik „Teren prywatny”. (…) Mam słabość do pani pisania, dlatego że zajmuje się ono codziennością, która jest pomijana przez dzisiejszą młodą poezję.

Bardzo śmiała poezja kobieca, przyznająca się do swojej kobiecości, czyli chłonięcia świata przede wszystkim zmysłami.

Jej wiersze wysoko oceniali również: Jan Twardowski, Marian Kisiel, Krzysztof Zanussi, Wojciech Kilar.